# آلفس بالدي
آلفس بالدي (بالبرتغالية: Elves Baldé‏) هو لاعب كرة قدم برتغالي في مركز الوسط، ولد في 2 أكتوبر 1999 في غينيا بيساو. لعب مع سبورتينغ لشبونة.

## وصلات خارجية
- آلفس بالدي على موقع قاعدة بيانات كرة القدم.إي يو (الإنجليزية)
- آلفس بالدي على موقع Soccerway.com (الإنجليزية)